# Alexandre Polipercont
Alexandre Polipercont (en grec antic: Ἀλέξανδρος, llatí: Alexander) fou fill de Polipercont, regent del Regne de Macedònia.
Antípatre, que era el regent de Macedònia, va morir l'any 319 aC i va deixar la regència al general Polipercont, tot i que tenia un fill de nom Cassandre, atès que pensava que el general defensaria millor els interessos de la família d'Alexandre. La major part dels comandants de guarnició a Grècia eren favorables a Cassandre, mentre Polipercont era afavorit pel partit popular o demòcrata, i va iniciar una política tendent a eliminar l'anterior política aristocràtica. Així, Polipercont va enviar el seu fill Alexandre a Atenes el 318 aC amb l'objectiu d'alliberar la ciutat del govern de Nicànor, comandant de la guarnició de Muníquia a l'Àtica, designat per Cassandre, segons diu Plutarc. Abans d'arribar Alexandre, Nicànor va agafar posicions al Pireu a traïció. Van seguir unes converses entre els principals implicats, Nicànor, Alexandre, i Foció. Acusat Foció de traïció es va escapar cap a la residència d'Alexandre que el va enviar al regent Polipercont. Cassandre va arribar poc després al Pireu i allí va enviar Polipercont una força que el va assetjar sense èxit per la manca de subministraments adequats; la major part l'exèrcit del regent es va dirigir cap a Megalòpolis que volia reduir i Alexandre va quedar com a comandant de la resta a Atenes, però va restar inactiu fins que el tractat de capitulació de la ciutat va donar a Cassandre el poder.
Quan Polipercont va ser derrotat a Megalòpolis es va retirar a Macedònia i Alexandre llavors es va quedar amb un exèrcit al Peloponnès, l'any 317 aC, que havia estat abandonat per Cassandre quan va anar a Macedònia en conèixer l'assassinat de Filip III Arrideu i la seva esposa Eurídice. Alexandre va poder aconseguir el suport de moltes ciutats del territori, però en tornar Cassandre quan va haver vençut a la reina Olímpia de l'Epir, Alexandre va haver de lluitar. Va intentar barrar-li el pas a l'istme però Cassandre va arribar per mar a Epidaure, va entrar a Argos i Hermíona, i va sotmetre totes les ciutats de Messènia menys Itome, l'any 316 aC.
El 315 aC Cassandre, Asandre de Cària, Lisímac de Tràcia i Ptolemeu I Soter es van aliar contra Antígon Monoftalm, que volia tot el poder a Àsia. Antígon va enviar al Peloponnès a Aristodem per formar una aliança amb Polipercont i Alexandre. Aquest va anar a Àsia a parlar amb Antígon i es van reunir a Tir on es va signar un tractat. Llavors va tornar al Peloponnès amb 500 talents i moltes promeses, però al cap d'uns mesos Cassandre li va oferir la pau i el va subornar donant-li el càrrec de governador del Peloponnès, que va acceptar.
El 314 aC Cassandre va assetjar Cil·lene, amb ajut d'Alexandre, però Aristodem, enviat per Antígon, el va rebutjar, ja que tenia l'ajut de la Lliga Etòlia. Aristodem va passar després a Etòlia i la ciutat de Dime a Acaia (en territori del govern d'Alexandre) es va revoltar. La guarnició de Cassandre va ser eliminada. Alexandre va anar a aquesta ciutat, la va ocupar i va castigar els rebels amb execucions, empresonaments i exilis.
No va passar massa temps quan va ser assassinat per Alèxion, un ciutadà de Sició. El comandament va passar a la seva dona Cratesípolis, molt popular entre l'exèrcit, l'any 314 aC.